# Belprato
Belprato è una frazione del comune bresciano di Pertica Alta.

## Storia

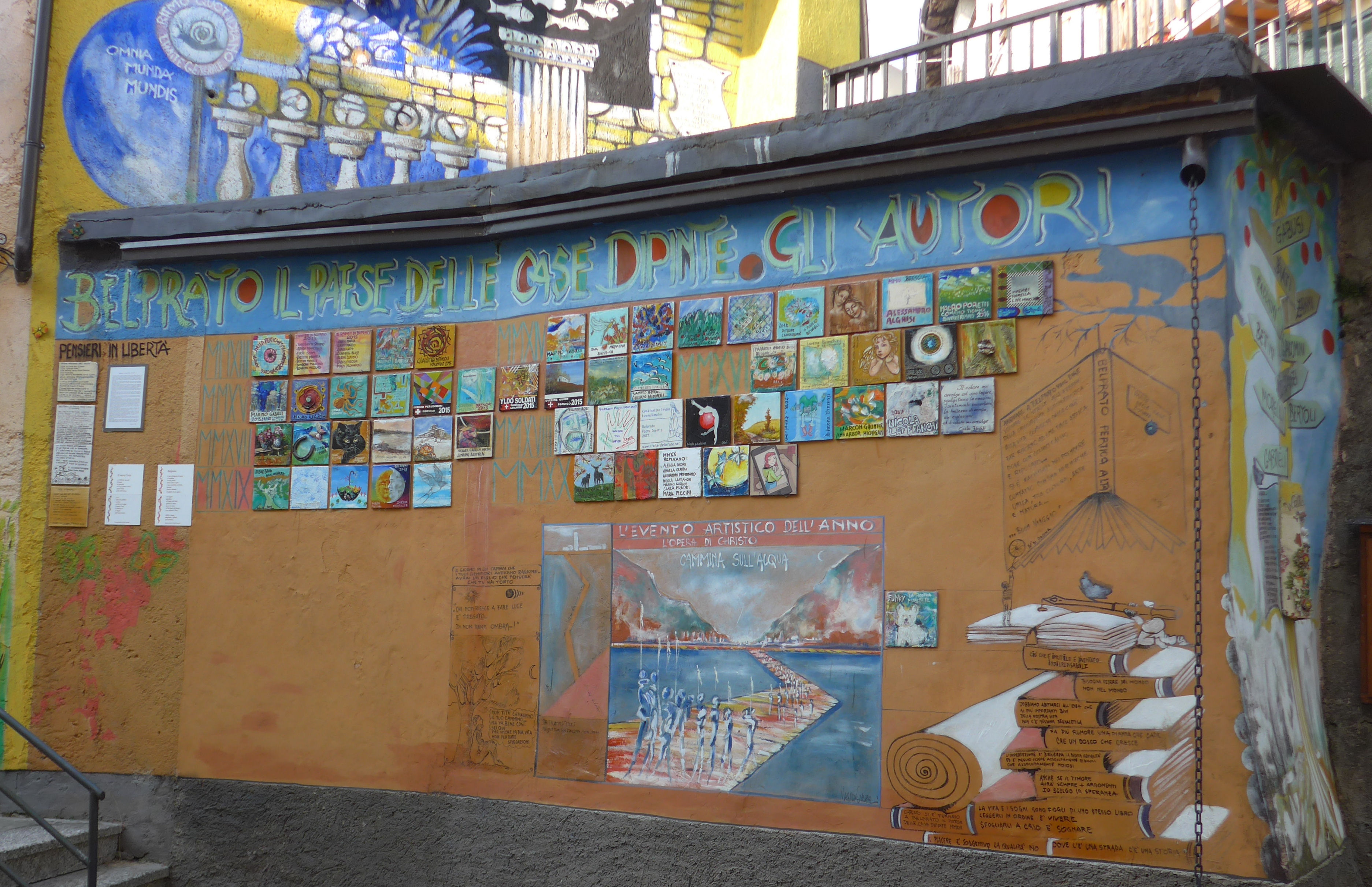
Belprato, Paese dipinto.

La località è un piccolo villaggio montano della Val Sabbia di antica origine.
Sebbene già durante il governo veneto esistesse un coordinamento amministrativo della zona, Prato divenne per la prima volta frazione di Ono su ordine di Napoleone, ma gli austriaci annullarono la decisione al loro arrivo nel 1815 con il Regno Lombardo-Veneto.
Dopo l'unità d'Italia il paese di Bel Prato, così nominato dal 1863, non diede significativi segni di crescita. Fu il fascismo a decidere la soppressione del comune unendolo, insieme a Navono, a Livemmo, che divenne da quel momento Pertica Alta.
È anche conosciuto come il "paese dipinto".